# Euskirchen-Südstadt
Cartierul din Sud din Euskirchen, este situat în sudul orașului, limitat la sud de strada Billiger Straße și strada Gării, iar la est de strada Münstereifeler. Cartiere învecinate sunt la est zona industrială Industriegebiet EURO-Park, iar la sud orașul vechi Euskirchen-Altstadt. Cartierul cuprinde case particulare și spitalul „ Marien-Hospital” cu zone verzi ca pădurea „Stadtwald” și parcul „Schillerpark”. Strada „Münstereifeler Straße” este una din arterele de circulație principale.